# 福岡県道588号甘木吉井線
福岡県道588号甘木吉井線（ふくおかけんどう588ごう あまぎよしいせん）は、福岡県朝倉市からうきは市に至る一般県道である。

## 概要
朝倉市黒川からうきは市吉井町に至る。
朝倉市旧杷木町地区と同市黒川地区との往来に使われる道路である。

### 路線データ
- 起点：福岡県朝倉市黒川（福岡県道509号塔ノ瀬十文字小郡線交点）
- 終点：福岡県うきは市吉井町（上町交差点、国道210号交点）

## 歴史
- 2017年（平成29年）7月5日 - 平成29年7月九州北部豪雨災害により、朝倉市黒川字宮園 - 朝倉市杷木志波字平榎地内の約3 kmで全面通行止めとなる[1][2]。
- 2020年（令和2年）
  - 1月29日 - 平成29年7月九州北部豪雨により通行止めとなっていた朝倉市黒川字宮園 - 朝倉市杷木志波字平榎地内の約3 kmが仮設の迂回路の設置により一般車両の通行が可能となる[2]。
  - 3月26日 - 平成29年7月九州北部豪雨で被災した道路の災害復旧工事のため、朝倉市黒川西原地区において全面通行止めとなる[3]。
  - 6月30日 - 朝倉市黒川西原地区の全面通行止めが解除[3]。

## 路線状況

### 重複区間
- 福岡県道79号朝倉小石原線（朝倉市黒川 地内）
- 国道386号・福岡県道・大分県道112号福岡日田線（朝倉市杷木志波 - 朝倉市山田・恵蘇宿交差点）
- 佐賀県道・福岡県道14号鳥栖朝倉線（朝倉市山田・恵蘇宿交差点 - 朝倉市山田）
- 福岡県道511号吉井恵蘇宿線（朝倉市山田・恵蘇宿交差点 - うきは市吉井町八和田）
- 福岡県道81号久留米浮羽線（うきは市吉井町千年 地内）

### 道路施設

#### 橋梁
- 新井手橋（北川、朝倉市）
- 本陣橋（北川、朝倉市、国道386号重複区間内）
- 隠家森橋（堀川用水、朝倉市、佐賀県道・福岡県道14号鳥栖朝倉線重複区間内）
- 恵蘇宿橋（筑後川、朝倉市 - うきは市）

## 地理

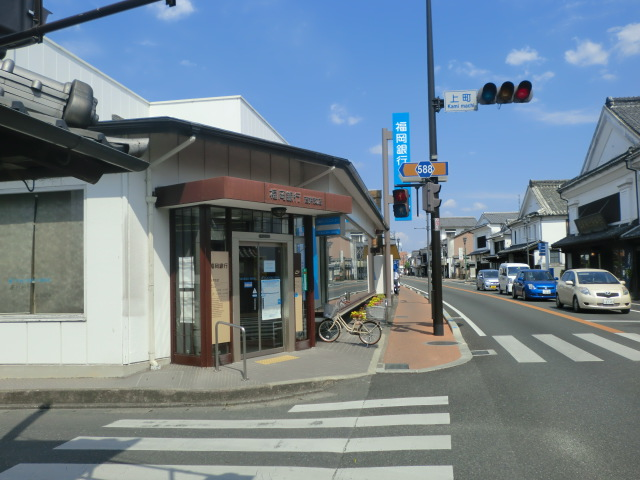
うきは市吉井町
上町交差点（終点）

### 通過する自治体
- 朝倉市
- うきは市

### 交差する道路
| 交差する道路 | 市町村名 | 交差する場所 | 交差する場所      |
| --- | -------- | ------------ | ----------------- |
| 福岡県道509号塔ノ瀬十文字小郡線 | 朝倉市   | 黒川         | 起点              |
| 福岡県道79号朝倉小石原線 重複区間起点 | 朝倉市   | 黒川         |                   |
| 福岡県道79号朝倉小石原線 重複区間終点 | 朝倉市   | 黒川         |                   |
| 国道386号 重複区間起点 福岡県道・大分県道112号福岡日田線 重複区間起点                                                                                      | 朝倉市   | 杷木志波     |                   |
| 国道386号 重複区間終点 佐賀県道・福岡県道14号鳥栖朝倉線 重複区間起点 福岡県道・大分県道112号福岡日田線 重複区間終点 福岡県道511号吉井恵蘇宿線 重複区間起点 | 朝倉市   | 山田         | 恵蘇宿交差点      |
| 佐賀県道・福岡県道14号鳥栖朝倉線 重複区間終点 | 朝倉市   | 山田         |                   |
| 福岡県道511号吉井恵蘇宿線 重複区間終点 | うきは市 | 吉井町八和田 |                   |
| 福岡県道81号久留米浮羽線 重複区間起点 | うきは市 | 吉井町千年   |                   |
| 福岡県道81号久留米浮羽線 重複区間終点 | うきは市 | 吉井町千年   |                   |
| 国道210号 / 浮羽バイパス | うきは市 | 吉井町福永   |                   |
| 国道210号 | うきは市 | 吉井町       | 上町交差点 / 終点 |

### 沿線
- うきは市立吉井小学校
- うきは市立吉井中学校
- 吉井郵便局